# Viktor Tsybulenko
Viktor Serhiyovitch Tsybulenko (en ukrainien : Цибуленко Віктор Сергійович, en russe : Цыбуленко Виктор Сергеевич ; né le 13 juillet 1930, village de Veprik, raïon de Fastiv, oblast de Kiev et mort le 19 octobre 2013) est un athlète soviétique de nationalité ukrainienne, spécialiste du lancer du javelot, appartenant à la société sportive des Forces armées de Kiev.

## Biographie
4e aux Jeux olympiques de 1952 à Helsinki, il remporte la médaille de bronze à Melbourne quatre ans après, et devient champion olympique à Rome en 1960.

### Palmarès
| Date | Compétition           | Lieu      | Résultat | Performance |
| ---- | --------------------- | --------- | -------- | ----------- |
| 1952 | Jeux olympiques       | Helsinki  | 4e       | 71,72 m     |
| 1956 | Jeux olympiques       | Melbourne | 3e       | 79,50 m     |
| 1960 | Jeux olympiques       | Rome      | 1er      | 84,64 m     |
| 1962 | Championnats d'Europe | Belgrade  | 2e       | 77,92 m     |

### Records
| Épreuve           | Performance | Lieu | Date             |
| ----------------- | ----------- | ---- | ---------------- |
| Lancer du javelot | 84,64 m     | Rome | 8 septembre 1960 |